# Condado de Mercer (Missouri)
O Condado de Mercer é um dos 114 condados do estado americano de Missouri. A sede do condado é Princeton, e sua maior cidade é Princeton. O condado possui uma área de 1 179 km² (dos quais 3 km² estão cobertos por água), uma população de 3 757 habitantes, e uma densidade populacional de 3 hab/km² (segundo o censo nacional de 2000). O condado foi fundado em 1845.